# DeeAndre Hulett
DeeAndre Hulett (Saginaw, 29 dicembre 1980) è un ex cestista statunitense, professioniste nella NBDL e in Europa.

## Carriera
È stato selezionato dai Toronto Raptors al secondo giro del Draft NBA 2000 (46ª scelta assoluta).